# 鹿児島市立伊敷小学校
鹿児島市立伊敷小学校（かごしましりつ いしきしょうがっこう ）は、鹿児島県鹿児島市伊敷五丁目にある市立小学校。

## 概要
鹿児島市の中北部にある小学校である。児童数は2010年4月6日現在で481人、学級数は1学年あたり3学級から2学級あり、特別支援学級が1学級ある。伊敷小学校の周辺は大規模な住宅街が多くあり、1974年、1993年に西伊敷小学校、伊敷台小学校が分割される以前は伊敷台、西伊敷も通学区域に含まれていた。

## 沿革
- 1878年（明治11年）-太平小学校として創立
- 1892年（明治25年）-伊敷尋常小学校として発足
- 1941年（昭和16年）-国民学校令が施行されたのに伴い、伊敷国民学校に改称
- 1947年（昭和22年） - 伊敷村立伊敷小学校に改称。
- 1950年（昭和25年）- 伊敷村が鹿児島市に編入されたのに伴い、鹿児島市立伊敷小学校に改称
- 1974年（昭和49年） - 鹿児島市立西伊敷小学校に校区の一部を分離
- 1993年（平成5年） - 鹿児島市立伊敷台小学校に校区の一部を分離

## 生徒数
以下の生徒数遷移表は伊敷小学校HP 学校の案内の記述の一部より作成。
凡例
|  | 生徒数（人） |

| 1972年 | 1,657 |  |
| 1982年 | 1,434 |  |
| 1992年 | 687   |  |
| 2002年 | 414   |  |
| 2010年 | 481   |  |

## 通学区域
- 伊敷町の7499番地を除く全域
- 伊敷二丁目から八丁目の全域
- 犬迫町の一部（河頭地区）
- 皆与志町の一部
- 小山田町の一部

## 周辺施設
- 鹿児島市役所伊敷支所
- 鹿児島北インターチェンジ